# Sadanand Bakre
Sadanand K. Bakre (10 novembre 1920 - 18 décembre 2007) est un peintre et sculpteur indien.
Bakre est né à Vadodara en Inde et est un des fondateurs du groupe progressiste d'artistes de Bombay (Progressive Artists' Group), pionniers de l'art moderne indien. En 1951, il vient en Grande-Bretagne et arrête la sculpture pour se concentrer sur la peinture. En 1951, il présente une exposition au Commonwealth Institute, une autre à la Gallery One en 1959 et quatre autres expositions à la galerie Nicholas Treadwell entre 1969 et 1975.
En 1975, Bakre retourne en Inde. Dans ses dernières années, il vit reclus. Cependant, il reçut en 2004 un prix pour son œuvre par la société d'art de Bombay. En 2007, il décède d'une attaque cardiaque dans le village de Murud, Ratnagiri en Inde.